# Willi Krauß
Willi Krauß (* 27. Dezember 1935 in Meßdorf (heute zu Bonn); † 4. Juni 2013 in Rheinbach) war ein deutscher Konteradmiral der Bundesmarine und der Deutschen Marine.

## Leben
Nach dem Abitur am Ernst-Moritz-Arndt Gymnasium und zwei Semestern Rechtswissenschaft an der Rheinischen Friedrich-Wilhelms-Universität trat er 1957 in die Bundeswehr ein. Im Anschluss an die Offizierausbildung mit der Crew IX/57 wurde er Wachoffizier und Kommandant auf einem Schnellboot. Als Oberleutnant zur See war er von März 1962 bis Juli 1967 Kommandant von S 1 und danach Ausbilder an der Marineschule Mürwik. Von 1967 bis 1969 erwarb er an der Naval Postgraduate School in Monterey (Kalifornien) den akademischen Grad eines Master of Electrical Engineering.
Von April 1981 bis 30. September 1981 war er als Kapitän zur See Kommandeur des Kommando Marineführungssysteme in Wilhelmshaven. Zum Flottillenadmiral befördert war er anschließend bis 31. März 1989 als Nachfolger von Brigadegeneral Joachim Sochaczewski Stabsabteilungsleiter VII (Führungsdienste Bundeswehr) im Führungsstab der Streitkräfte in Bonn. Am 1. April 1989 wurde er als Konteradmiral Hauptabteilungsleiter Fernmelde- und Informationssysteme (ACOS CIS) bei SHAPE in Mons (Belgien) und blieb dies bis 30. Juni 1991. Er wurde Abteilungsleiter für Fernmeldewesen und Elektronik (ACOS CISD) bei SHAPE und bereits im gleichen Jahr Director General der NATO Communications and Informations Systems Management Agency (NACISA) in Brüssel, welche im Juli 1996 in NATO Consultation, Command and Control Agency (NC3A) überführt wurde. Als Director General der NACISA trat er 1996 in den Ruhestand. Um 1993 war er für die Ausübung des Amtes als Generaldirektor der NATO-Fernmeldeagentur beurlaubt.
Im Anschluss an seine berufliche Laufbahn war Willi Krauß Vorsitzender der AFCEA Bonn. Er starb 2013 in Rheinbach.
1989 wurde er mit dem Verdienstkreuz 1. Klasse des Verdienstordens der Bundesrepublik Deutschland ausgezeichnet.
Krauß war verheiratet und hatte zwei Kinder.